# Зехра Сай
Зехра Сай (тур. Zehra Say, ім'я при народженні Фатьма Зехра Більгін; 18 лютого 1906 — 16 грудня 1990) — турецька художниця, а також перша турчанка, що вийшла заміж за нормами ухваленого 1926 року світського сімейного кодексу, а не релігійних приписів, як це було раніше. За свої погляди про жіночу рівноправність стала одним із символів епохи Ататюрка. Як художниця, знана своїми зображеннями природи, квітів та фруктів. Мати художниці Емель Сай та бабуся піаніста Фазила Сая.

## Біографія
Народилася 1906 року в Стамбулі. 1925 року закінчила педагогічний ліцей в Ізмірі. 18 лютого 1926 року вийшла заміж за математика Фуата Сая. Цей шлюб став першим, проведеним за правилами ухваленого незадовго до цього сімейного кодексу, а не відповідно до релігійних приписів, як це було раніше. У них було двоє дітей, Емель й Аркан.
Після заміжжя продовжила навчання в Академії образотворчих мистецтв, яку закінчила 1929 року. Після цього протягом 36 років викладала образотворче мистецтво. У 1960 — 1970-х роках викладала в США.
Перша виставка Сай відбулася досить пізно, 1982 року в Стамбулі, за ними були інші виставки. Загалом мала 10 особистих виставок і багато спільних.
У зв'язку із хворобою Альцгеймера не змогла закінчити полотно «Острів Мауї», і попросила домалювати його свою дочку Емель Сай. Вона на той момент ще не стала художницею, але закінчила картину. Згодом, на виставці, де вона демонструвалася, на неї звернув увагу скульптор Гюрдал Дуяр, який позитивно оцінив роботу Емель, це нагода могла стати однією з причин, що спонукали Емель стати художницею.
Померла 16 грудня 1990 року.

## Шлюб
18 лютого 1926 року, коли Зехрі Сай, було 20 років, і вона працювала вчителькою, вона вийшла заміж за педагога Фуата Сая. За день до цього, 17 лютого 1926 року, у Туреччині було ухвалено світський Сімейний кодекс. Оскільки мовна реформа була проведена лише 1928 року, їхнє свідоцтво про шлюб було написане османською мовою. Шлюб, який уклали Зехра та Фуат Саї став першим, проведеним, відповідно до світського сімейного кодексу, а не релігійних приписів, як це було раніше.
Офіційну новину про це одруження написав міністр юстиції Махмут Есат Бозкурт особисто.

## Визнання
Міністр молоді та спорту Туреччини Авні Акйол вшанував Сай нагородою за її 50-річне служіння турецькому мистецтву.
Документальний фільм Таріка Акана «Atatürk'ün Alev Çiçekleri» 2016 року розповідає про реформи, пов'язані з жінками у період утворення Турецької Республіки, і про перше покоління жінок республіки. Окрім Зехри Сай у стрічці згадуються Сабіха Гьокчен, Муаззез Ільміє Чіг, Нужет Гьокдоган, Жале Інан, Халет Чамбел й Афет Інан.